# Noël chez les Cooper
Pour plus de détails, voir Fiche technique et Distribution.
Noël chez les Cooper (Love the Coopers) est un film de Noël américain réalisé par Jessie Nelson en 2015. Il s'agit d'un film de Noël avec une distribution d'ensemble, qui comprend notamment John Goodman et Diane Keaton. Noël chez les Cooper est sorti dans les salles américaines le 13 novembre 2015. Le film a également été distribué en France et au Québec par Les Films Séville.

## Synopsis
La famille Cooper se réunit pour célébrer Noël. Mais cette année, des événements inattendus et des rencontres surprenantes vont quelque peu chambouler la traditionnelle réunion de famille. Chaque membre va alors redécouvrir l'esprit de Noël à sa manière…

## Fiche technique
- Titre original : Love the Coopers
- Réalisation : Jessie Nelson
- Scénario : Steven Rogers
- Direction artistique : Gregory A. Weimerskirch
- Décors : Paul Cheponis
- Costumes : Hope Hanafin
- Photographie : Elliot Davis
- Montage : Nancy Richardson
- Musique : Nick Urata
- Production : Michael London, Jessie Nelson, Janice Williams, Robin Mulcahy Fisichella (coproducteur), Marsha L. Swinton (coproductrice), Anna Culp (productrice déléguée), Ted Gidlow (producteur délégué), Diane Keaton (productrice déléguée), Steven Rogers (producteur délégué), Kim Roth (productrice déléguée)
- Société(s) de production : CBS Films, Groundswell Productions, Imagine Entertainment
- Société(s) de distribution : Lionsgate (États-Unis)[1], Les Films Séville (France et Québec)[2]
- Budget : 17 millions de dollars[3]
- Pays d'origine :  États-Unis
- Langue originale : anglais
- Format : couleur — 2K — 2,35:1
- Genre : comédie
- Durée : 107 minutes
- Dates de sortie :
  - États-Unis et Québec : 13 novembre 2015
- Classification : PG-13 (États-Unis)

## Distribution
- Steve Martin : le narrateur (le chien Rags)
- John Goodman (VF : Jacques Frantz ; VQ : Yves Corbeil) : Sam Cooper
- Diane Keaton (VQ : Élizabeth Lesieur) : Charlotte Cooper
- Marisa Tomei (VQ : Isabelle Leyrolles) : Emma Newport, la soeur de Charlotte
- Alan Arkin (VQ : Jacques Lavallée) : Bucky Newport, père de Charlotte et Emma
- Ed Helms (VF : David Krüger ; VQ : Frédéric Paquet) : Hank Cooper
- Olivia Wilde (VQ : Catherine Proulx-Lemay) : Eleanor Cooper
- Jake Lacy (VQ : Alexandre Fortin) : Joe
- Anthony Mackie (VQ : Patrick Chouinard) : l'officier Percy Williams
- Amanda Seyfried (VQ : Catherine Bonneau) : Ruby
- June Squibb (VQ : Béatrice Picard) : tante Fishy
- Alex Borstein (VQ : Nadia Paradis) : Angie, ex-femme de Hank
- Blake Baumgartner (VQ : Marine Guérin) : Madison Cooper
- Maxwell Simkins (VQ : Matis Ross) : Bo Cooper
- Timothée Chalamet (VQ : Nicolas Poulin) : Charlie Cooper
- Molly Gordon : Lauren Hesselberg
- Sean McGee : Bucky (jeune)
- M.R. Wilsonas : Sam (jeune)
- Phillip Zack : Hank (jeune)
- Quinn McColgan : Charlotte (adolescente)
- Farelisse Lassor Charlotte (enfant)
- Sophie Guest : Ruby (jeune)
- Rory Wilson : Emma (jeune)
- Keenan Jolliff : Brady
- Larry McKay : Bob
- Sylvia Kauders : Sara
- Dorothy Silver : Mme Pinkins
- Jon Tenney : le docteur Morrisey
- Krista Marie Yu : Lily, la fleuriste
- Dan Amboyer : le beau jeune homme au restaurant
- Scott Garan : l'agent de sécurité du grand magasin
- Cady Huffman (en) : la vendeuse du magasin de cadeaux
- Mike Pusateri : le responsable du bar à l'aéroport
- Kanani Rose Rogers : une choriste de Noël
- Channing Sebetich : le jeune garçon
- Lev Pakman : le garçon boutonneux

 Source : version québécoise (VQ) sur Doublage.qc.ca

## Accueil

### Box-office
| Pays ou région | Box-office   | Date d'arrêt du box-office | Nombre de semaines |
| -------------- | ------------ | -------------------------- | ------------------ |
| États-Unis     | 26 302 731 $ | 14 janvier 2016            | 9                  |

### Accueil critique
Les critiques américaines ont donné un avis plutôt négatif sur le film. Jen Chaney du Washington Post écrit que « Noël chez les Cooper est un des films de vacances les plus désordonnés et les plus faux de ces derniers temps. » Roger Moore de Movie Nation déclare que le film est « éculé, trop courant et conventionnel. » Enfin, Kyle Smith du New York Post considère Noël chez les Cooper comme une sorte de Love Actually en beaucoup plus léger. Au Québec, les critiques sont également mauvaises. Sur Cinoche.com, Martin Gignac désapprouve le film : « Pour se dégoûter de Noël à jamais, il n'y a rien de mieux que Noël chez les Cooper. Non seulement il s'agit d'un des pires films de l'année, mais c'est toujours consternant de voir d'excellents comédiens jouer terriblement faux. » Sur le site Canoë, Isabelle Hontebeyrie écrit même que « Noël chez les Cooper […] est aussi indigeste qu'une dinde mal cuite. »